# امبر رز روا
امبر رز روا (انگلیسی: Amber Rose Revah؛ زادهٔ ۲۴ ژوئن ۱۹۸۶) هنرپیشه اهل بریتانیا است. وی از سال ۲۰۰۷ میلادی تاکنون مشغول فعالیت بوده‌است. از نقش‌های مشهور او می‌توان به بازی در نقش هلا حسین در سریال خانه صدام، مریم مجدلیه در پسر خدا، من نمی‌توانم درست فکر کنم، جهان غیرقابل مشاهده، اذان و نقش دینا مدنی در سریال پانیشر اشاره کرد.